# Телква
Телква (англ. Telkwa) — село в Канаді, у провінції Британська Колумбія, у складі регіонального округу Балклі-Нечако.

## Населення
За даними перепису 2016 року, село нараховувало 1327 осіб, показавши скорочення на 1,7%, порівняно з 2011-м роком. Середня густина населення становила 188,6 осіб/км².
З офіційних мов обидвома одночасно володіли 85 жителів, тільки англійською — 1 240. Усього 60 осіб вважали рідною мовою не одну з офіційних, з них 5 — українську.
Працездатне населення становило 72,4% усього населення, рівень безробіття — 10,2%.
Середній дохід на особу становив $46 415 (медіана $39 131), при цьому для чоловіків — $58 138, а для жінок $33 949 (медіани — $54 400 та $27 456 відповідно).
26,5% мешканців мали закінчену шкільну освіту, не мали закінченої шкільної освіти — 19,1%, 54,4% мали післяшкільну освіту, з яких 27% мали диплом бакалавра, або вищий.
| Статево-вікова структура населення | Статево-вікова структура населення | Статево-вікова структура населення | Статево-вікова структура населення | Статево-вікова структура населення |
| ---------------------------------- | ---------------------------------- | ---------------------------------- | ---------------------------------- | ---------------------------------- |
|                                    |                                    |                                    |                                    |                                    |
| Всього                             | Всього                             | 53,0%47,0%                         |                                    |                                    |
| 0 — 14 років                       | 0 — 14 років                       |                                    | 22,6%                              | 22,6%                              |
| 15 — 64 років                      | 15 — 64 років                      |                                    | 67,2%                              | 67,2%                              |
| 65 і більше                        | 65 і більше                        |                                    | 10,2%                              | 10,2%                              |
| 85 і більше                        | 85 і більше                        |                                    | 0,8%                               | 0,8%                               |
| Середній вік (років)               | Середній вік (років)               | 35,436,8                           | 36,0                               | 36,0                               |
| Медіана (років)                    | Медіана (років)                    | 35,137,9                           | 36,4                               | 36,4                               |
| — чоловіки — жінки                 |                                    |                                    |                                    |                                    |

| Походження мешканців:     | Походження мешканців:     | Походження мешканців: | Походження мешканців: | Походження мешканців: |
| ------------------------- | ------------------------- | --------------------- | --------------------- | --------------------- |
| Походження                |                           |                       | осіб                  | %                     |
| Корінні американці        | Корінні американці        |                       | 140                   | 10.57%                |
| Інше північноамериканське | Інше північноамериканське |                       | 425                   | 32.08%                |
| Європейське               | Європейське               |                       | 1 105                 | 83.4%                 |
| британське                | британське                |                       | 610                   | 46.04%                |
| французьке                | французьке                |                       | 90                    | 6.79%                 |
| українське                | українське                |                       | 85                    | 6.42%                 |
| Океанійське               | Океанійське               |                       | 10                    | 0.75%                 |

## Клімат
Середня річна температура становить 4,2°C, середня максимальна – 19,6°C, а середня мінімальна – -15,1°C. Середня річна кількість опадів – 502 мм.
| Клімат поселення                              | Клімат поселення | Клімат поселення | Клімат поселення | Клімат поселення | Клімат поселення | Клімат поселення | Клімат поселення | Клімат поселення | Клімат поселення | Клімат поселення | Клімат поселення | Клімат поселення | Клімат поселення |
| Показник                                      | Січ.             | Лют.             | Бер.             | Квіт.            | Трав.            | Черв.            | Лип.             | Серп.            | Вер.             | Жовт.            | Лист.            | Груд.            |                  |
| Середній максимум, °C                         | −1,64            | 2,19             | 6,55             | 11,52            | 16,11            | 19,64            | 18,57            | 18,21            | 13,63            | 7,93             | 0,87             | −3,87            |                  |
| Середня температура, °C                       | −8,34            | −4,52            | −0,14            | 4,80             | 9,40             | 12,92            | 15,32            | 14,97            | 10,38            | 4,69             | −2,34            | −7,1             |                  |
| Середній мінімум, °C                          | −15,06           | −11,22           | −6,86            | −1,91            | 2,68             | 6,22             | 12,08            | 11,71            | 7,13             | 1,44             | −5,58            | −10,35           |                  |
| Норма опадів, мм                              | 51               | 30               | 22               | 23               | 36               | 51               | 42               | 40               | 49               | 61               | 51               | 46               |                  |
| Середньомісячна швидкість вітру, м/с          | 1.90             | 1.90             | 2.00             | 2.17             | 2.10             | 2.10             | 1.96             | 1.80             | 1.70             | 1.80             | 1.80             | 1.80             |                  |
| Середньомісячна сонячна радіація, кДж/м²·день | 2158             | 4615             | 9157             | 14409            | 18153            | 19580            | 18935            | 15878            | 10578            | 5480             | 2563             | 1488             |                  |
| --------------------------------------------- | ---------------- | ---------------- | ---------------- | ---------------- | ---------------- | ---------------- | ---------------- | ---------------- | ---------------- | ---------------- | ---------------- | ---------------- | ---------------- |
| Джерело:                                      |                  |                  |                  |                  |                  |                  |                  |                  |                  |                  |                  |                  |                  |